# Stay Away, Joe (sang)
"Stay Away, Joe" er en komposition af Sid Wayne og Ben Weisman og er indsunget af Elvis Presley. "Stay Away, Joe" var titelnummer til Elvis Presley-filmen Stay Away, Joe fra 1968. Sangen blev indspillet af Elvis i RCAs Studio B i Nashville den 1. oktober 1967.
Sangen blev ikke udsendt som singleplade, og der blev ikke udsendt et samlet soundtrack fra filmen. "Stay Away, Joe" udkom på LP'en Let's Be Friends, der kom på gaden i april 1970. Næste udsendelse af sangen var på albummet Kissin' Cousins/Clambake/Stay Away, Joe fra 1994.
"Stay Away, Joe" er endvidere på CD'en fra 18. juli 1995 Command Performances – The Essential 60's Masters, vol. 2, som er en samling af de bedre af Elvis' filmsange fra hans mange spillefilm fra 1960'erne.